# Caroline Hamon
Caroline Hamon, née en 1977 est une chercheuse française en archéologie préhistorique.

## Domaines d'étude
Lors de ses recherches, Caroline Hamon étudie les dynamiques de subsistance des premières populations agro-pastorales, ce qui inclut la fonction des outils de type meule ou polissoir dans l'alimentation ou l'exploitation des ressources minérales. Pour faire ces recherches, elle s'appuie sur la technologie, la tracéologie, l'anthropologie des techniques, l'ethnoarchéologie, les sciences des matériaux et l'archéobotanique.
Elle compare l'évolution des systèmes techniques pendant le Néolithique et la Protohistoire dans différentes régions : l'Europe du Nord-Ouest, la Méditerranée de l'Ouest et le Caucase. Enfin, elle étudie l'organisation des structures économiques et sociales à la même époque, par exemple sur la répartition des tâches ou la symbolique.

## Carrière
En 2004, Hamon obtient un doctorat en préhistoire, anthropologie et ethnologie pour son travail sur le thème « Broyage et abrasion au Néolithique ancien. Caractérisation technique et fonctionnelle des outillages en grès du Bassin parisien »,. Elle devient ensuite contractuelle au sein de l'Institut national de recherches archéologiques préventives, où elle travaille sur le macro-outillage. En 2006, elle publie sa thèse et devient chercheuse postdoctorale à Tbilissi, et en 2007, elle effectue à nouveau un programme post-doctoral, cette fois à l'Institut royal des sciences naturelles de Belgique à Bruxelles,.
Elle revient en 2007 à l'université Panthéon-Sorbonne, où elle a eu son doctorat, pour devenir chercheuse postdoctorale. En 2010, elle devient chargée de recherche au CNRS, au laboratoire Trajectoires.
En parallèle de sa carrière, elle devient membre en 2002 de la Société préhistorique française.

## Prix et distinctions
En 2017, elle reçoit la médaille de bronze du CNRS.

## Publications
- Broyage et abrasion au Néolithique ancien : caractérisation technique et fonctionnelle des outillages en grès du Bassin parisien, Oxford, Archaeopress, 2006, 342 p.  (ISBN 1-84171-980-3).
- (en) Caroline Hamon et Jan Graefe, dir. New perspectives on Querns in neolithic societies, Bonn, Habelt, 2008, 102 p. (collection : Archäologische Berichte ; 23).
- Caroline Hamon, « Meules rubanées, meules blicquiennes : nouvelles réflexions sur les dépôts du Hainaut (Belgique) », dans Fin des traditions danubiennes dans le Néolithique du Bassin parisien et de la Belgique : autour des recherches de Claude Constantin, Namur, Presses universitaires de Namur, Paris, Société préhistorique française, 2008, p. 197-208.
- Ivan Praud, Françoise Bostyn, Nicolas Cayol, Marie-France Dietsch-Sellami, Caroline Hamon, Yves Lanchon et Nathalie Vandamme, « Les premières occupations du Néolithique ancien dans le Nord-Ouest de la France », Gallia Préhistoire, no 58,‎ 29 novembre 2018, p. 139–215 (ISSN 0016-4127, DOI 10.4000/galliap.891, lire en ligne, consulté le 24 octobre 2019).
- Caroline Hamon, « Debates in ethnoarchaeology today: a new crisis of identity or the expression of a vibrant research strategy? », World Archaeology, vol. 48, no 5,‎ 19 octobre 2016, p. 700–704 (ISSN 0043-8243, DOI 10.1080/00438243.2016.1234409, lire en ligne, consulté le 24 octobre 2019).